# Pseudocyclosorus lushanensis
Pseudocyclosorus lushanensis är en kärrbräkenväxtart som beskrevs av Ren-Chang Ching och Y. X. Lin. Pseudocyclosorus lushanensis ingår i släktet Pseudocyclosorus och familjen Thelypteridaceae. Inga underarter finns listade.